# 용왕산토성
용왕산토성(龍王山土城)은 서울특별시 양천구 목동에 있는 토성이다. 적의 진로를 한강과 안양천으로부터 차단하는 역할을 했으며, 현재는 산 동쪽에 흔적이 약간 남아있다.